# Pinus bhutanica
Il Pino del Bhutan (Pinus bhutanica Grierson, D.G.Long & C.N.Page, 1980) è un pino nativo del Bhutan, della Cina (Yunnan e Regione Autonoma del Tibet) e dell'India (Arunachal Pradesh).

## Etimologia
Il nome generico Pinus, utilizzato già dai latini, potrebbe, secondo un'interpretazione etimologica, derivare dall'antica radice indo-europea *pīt = resina. Il nome specifico bhutanica fa riferimento al Bhutan, dove questa specie venne scoperta e descritta per la prima volta.

## Descrizione

### Portamento
Albero alto più di 25 m con tronco diritto e colonnare, che può raggiungere 80 cm di diametro, a chioma aperta; i rami sono disposti a spirale, sinuosi, quelli degli ordini superiori pendenti ma con parti terminali assurgenti. I nuovi virgulti sono pubescenti, ricoperti di peluria biancastra, di colore verde pallido e in seguito grigio. I catafilli sono grigi con riflessi arancioni o marroni-rossastri.

### Foglie
Le foglie sono aghiformi, fascicolate in gruppi di 5, molto snelle, pendule e ricurve, lunghe 15-24 cm, di sezione triangolare, con margini finemente seghettati e di colore verde lucido nella faccia abassiale, bianco glauco in quelle adiassiali; persistono fino a 2 anni. Gli stomi sono distribuiti su 4-7 linee sottili nelle due superfici adiassiali, con 3 (4) canali resiniferi. Le gemme sono ovoidali-coniche, leggermente resinose, rosso-marroni, quelle terminali lunghe 10-15 mm, quelle laterali più piccole e più ovoidali.

### Fiori
Sono strobili maschili cilindrici, raggruppati in piccoli clusters alla base dei nuovi germogli, arrangiati a spirale, con 8-12 perule basali che li ricoprono, di colore giallo.

### Frutti
Le pigne, solitarie o in gruppi spiraleggianti di 2-6, inizialmente erette su peduncoli lunghi 4-6 cm, poi pendenti. Lunghe 12-20 cm e larghe 3-4 cm da immature, sono lievemente ricurve, cilindriche, usualmente resinose e cadono dopo aver rilasciato i semi; i macrosporofilli sono cuneati-oblunghi, leggermente legnosi e flessibili, con due cavità per i semi vicino alla base adassiale, di colore rosso-marrone. Le apofisi sono rombiche, leggermente rialzate, di colore marrone chiaro con gli umboni terminali più scuri. I semi sono obovoidali, lunghi 6-8 mm, larghi 4-5 mm, lievemente appiattiti, marroni, con parte alata persistente, lunga fino a 22 mm e larga 10 mm, grigia-marrone.

### Corteccia
La corteccia è liscia negli esemplari giovani, mentre negli esemplari adulti diventa solcata sfogliandosi in piccole placche, di colore grigio scuro-marrone.

## Distribuzione e habitat
Cresce in una zona temperata calda ad altitudini generalmente comprese tra i 1000 e i 2300 m, con il limite inferiore a 750 m e limite superiore a 2750 m. Le specie più comunemente associate sono P. wallichiana, P. roxburghii e diverse specie di caducifoglie.

## Tassonomia
Questo taxon fino al 1980 veniva considerato dalla maggior parte degli autori come varietà o sottospecie di P. wallichiana, pino dalle caratteristiche morfologiche e areale simili. Attualmente prevale il riconoscimento del rango di specie distinta.

### Sinonimi
Sono stati riportati i seguenti sinonimi:
- Pinus bhutanica subsp. ludlowii (Silba) Silba
- Pinus bhutanica var. ludlowii Silba
- Pinus wallichiana subsp. bhutanica (Grierson, D.G.Long & C.N.Page) Businský

## Usi
L'importanza economica del suo legno non è nota; in orticoltura, è stato introdotto con successo in Gran Bretagna nel 1979, rimanendo confinato tuttavia agli arboreti di orti e giardini botanici, nonostante il suo gradevole aspetto a livello ornamentale.

## Conservazione
Non essendoci segnali di declino in popolazione e di riduzione dell'areale, questa specie è classificata come specie a rischio minimo nella lista rossa IUCN.